# 6655 Nagahama
6655 Nagahama è un asteroide della fascia principale. Scoperto nel 1992, presenta un'orbita caratterizzata da un semiasse maggiore pari a 2,9929536 UA e da un'eccentricità di 0,0849662, inclinata di 10,76622° rispetto all'eclittica.